# As Rome-Berlijn
Op 25 oktober 1936 sloten Duitsland en Italië een bondgenootschap, de zogenaamde as Rome–Berlijn. 
Hitler had toenadering gezocht tot het Italië van Mussolini omdat hij steun nodig had voor zijn agressieve buitenlandse politiek. Hitler had immers als volgende doel de Anschluss van Oostenrijk bij Duitsland. Zonder de rugdekking van Italië was dit niet mogelijk. Aan de andere kant kon Mussolini de steun van Duitsland goed gebruiken om uit het Europese isolement te komen waarin hij was terechtgekomen door de Italiaanse veroveringsdrang in Abessinië, het huidige Ethiopië.
Verder was Hitler het niet eens met het Verdrag van Versailles, Italië was dit ook niet. Ook daarom sloot het zich aan bij Hitlers Duitsland.